# Le Nouveau Désordre amoureux
Le Nouveau Désordre amoureux est un essai paru en juillet 1977 et coécrit par Alain Finkielkraut et Pascal Bruckner. C'est avec ce livre que les deux philosophes ont d’abord connu le succès.

## Contexte personnel
Les auteurs se sont connus dix ans plus tôt en classe d'hypokhâgne du Lycée Henri-IV (Paris), et sont partis ensemble en Irlande, pendant le même séjour linguistique au Trinity College de Dublin en 1967, au début du Summer of Love, rassemblement hippie.
Leur livre est publié en juillet 1977.

## Thématique
Les auteurs estiment que « l’effritement du pouvoir mâle, c’est-à-dire du modèle standard, est peut-être l’événement le plus important de ces dernières années » et qu'en lien avec l'émancipation radicale des femmes, entre universalisme et différentialisme, il tend plutôt à se solidariser avec l'affirmation identitaire du point de vue dont la "révolution sexuelle" fait profiter « les mouvements minoritaires (homosexuels, prostituées, lesbiennes, scatologues, sado-masochistes, travestis, etc.) », selon leur éditeur, les Éditions du Seuil. Un chapitre est consacré à la prostitution, que d'ailleurs les auteurs défendent en critiquant le féminisme classique sur ce point.
Ils procèdent par ailleurs à une analyse critique du « mythe de la Révolution sexuelle », selon eux formalisée en quelque sorte par les théories de Gilles Deleuze et Félix Guattari, et annoncée par les écrits de Guy Debord et la pensée situationniste. Contre Gilles Deleuze et Félix Guattari qui, selon la lecture de Finkielkraut et Bruckner, nient l'amour ou, en tout cas, affirment que l'amour, en tant que valeur abstraite, serait une chose « ignoble » (in le Nouveau Désordre amoureux), Finkielkraut et Bruckner affirment a contrario l'existence de l'amour et son impossible réforme : « L'amour ne se prête pas à la révolution ». 
Pour l'écrivain Tahar Ben Jelloun, qui en fait une critique dans Le Monde du 15 juillet 1977, les deux auteurs estiment que le « réalisme orgastique est devenu la Norme dominante » et se montre « aussi totalitaire et triste que le réalisme socialiste » car il abolit « les différences dans le vécu pulsionnel du masculin et du féminin ».

## Critiques
Selon l'historienne Malka Malkovich, interrogée par Atlantico, Alain Finkielkraut et Pascal Bruckner se montrent dans l'un des chapitres « plus que complaisants » envers l’apologie de la pédocriminalité professée trois ans auparavant par l'écrivain Tony Duvert à l'occasion de son livre L'Autre héritage de 68, publié aux Editions Albin Michel, au début de 2018.
Peu après, dans son ouvrage L'autre pensée 68: Contre-histoire de la philosophie, le philosophe Michel Onfray va plus loin en observant que les auteurs du livre invitent selon lui à ce que leurs lecteurs s'inspirent des livres du pédophile Tony Duvert dont ils déplorent qu'il "provoque le scandale", page 266, alors qu'il devrait selon eux "susciter des vocations, dessiller les yeux". Le livre fait partie des ouvrages des « nouveaux philosophes », qui « reconnaissaient toute la pertinence des livres de Tony Duvert et de son apologie de la sexualité avec les enfants », observe aussi Julie Rambal, dans Le Temps, le Quotidien généraliste de Lausanne, en citant la même partie du livre.